# Rokitniki
Rokitniki (dodatkowa nazwa w j. kaszub. Rokitniczi) – kolonia  w Polsce położona w województwie pomorskim, w powiecie bytowskim, w gminie Lipnica.
Niewielka miejscowość kaszubska w sołectwie Łąkie, na Pojezierzu Bytowskim w regionie Kaszub zwanym Gochami. Do 1 września 1939 roku osada nadgraniczna po polskiej stronie granicy.
W latach 1975–1998 miejscowość administracyjnie należała do województwa słupskiego.